# Karen Price
Karen Elaina Price (Pasadena, 17 de julio de 1960) es una modelo, especialista de cine y productora televisiva estadounidense Es a veces acreditada como Karen Castoldi. Fue Playmate del Mes para la revista Playboy en enero de 1981. Fue fotografiada por Ken Marcus.

## Carrera
Después de convertirse en Playmate, Price comenzó a actuar pero pronto cambió a ser especialista de cine por más de dos docenas de películas incluyendo Leonard Part 6 (1987), Police Academy 2: Their First Assignment (1985), y The Golden Child (1986). Después de que una pausa, ella comenzó una nueva carrera como productora asociada de televisión en programas como Amazing Vacation Homes (2004) y Amazing Babies (2005).
Price hizo un cameo en la película de Mel Gibson Mad Max 2 - su desplegable aparece en el alerón del autogiro del Capitán Benson. 